# Ricardo Scavone Yegros
Ricardo Scavone Yegros (* 28. März 1968 in Asunción) ist ein paraguayischer Diplomat und Historiker, der seit 15. August 2018 das Büro des paraguayischen Außenministers leitet.
Er ist der Sohn von Marta Yegros Semidei und Ricardo Scavone Mayeregger.

## Werdegang
Er studierte Rechtswissenschaft und übte den Beruf des Rechtsanwaltes aus.
Am 15. November 1995 wurde er mit dem Einführungsvortrag: «Orígenes de las relaciones paraguayo-bolivianas» Mitglied der Academia Paraguaya de la Historia.
Am 28. Mai 2013 wurde er zum Botschafter in Bogota ernannt, wo er am 23. Juni 2018 mit einem Großkreuz in den Orden de San Carlos (Colombia) aufgenommen wurde.

## Veröffentlichungen
- Testimonios sobre la guerra del Paraguaya contra la Triple Alianza, HistoriaParaguaya, 1997
- Las relaciones entre el Paraguay y Bolivia en el siglo XIX (Asuncion: SERVILIBRO, 2004),[4]